# Liste der Bodendenkmäler in Puschendorf
Auf dieser Seite sind die Bodendenkmäler in der mittelfränkischen Gemeinde Puschendorf zusammengestellt. Diese Tabelle ist eine Teilliste der Liste der Bodendenkmäler in Bayern. Grundlage ist die Bayerische Denkmalliste, die auf Basis des Bayerischen Denkmalschutzgesetzes vom 1. Oktober 1973 erstmals erstellt wurde und seither durch das Bayerische Landesamt für Denkmalpflege geführt wird. Die folgenden Angaben ersetzen nicht die rechtsverbindliche Auskunft der Denkmalschutzbehörde.

## Bodendenkmäler der Gemeinde Puschendorf

### Bodendenkmäler in der Gemarkung Langenzenn
| Lage                  | Objekt                                                                                    | Akten-Nr.     | Bild |
| --------------------- | ----------------------------------------------------------------------------------------- | ------------- | ---- |
| Langenzenn (Standort) | Bestattungsplatz vorgeschichtlicher Zeitstellung mit Grabhügeln der späten Hallstattzeit. | D-5-6430-0047 |      |

### Bodendenkmäler in der Gemarkung Puschendorf
| Lage                   | Objekt | Akten-Nr.     | Bild |
| ---------------------- | --- | ------------- | ---- |
| Puschendorf (Standort) | Turmhügelburg des hohen Mittelalters sowie untertägige spätmittelalterliche und frühneuzeitliche Befunde im Bereich der Evangelisch-Lutherischen Pfarrkirche St. Wolfgang in Puschendorf und ihres Vorgängerbaus, mit Friedhof. Siehe auch: Burgstall Puschendorf, St. Wolfgang (Puschendorf) | D-5-6430-0032 |      |